# Oltwig von Kamptz
Oltwig Wilhelm Adolf Ernst von Kamptz, né le 21 avril 1857 à Torgau et mort le 17 mars 1921 à Breslau, est un officier allemand qui fut commandant des troupes coloniales de défense du Kamerun (protectorat allemand du Cameroun) et lieutenant-colonel dans le Sud-Ouest africain allemand. Il est nommé Generalmajor à la fin de la Première Guerre mondiale.

## Biographie
Oltwig est issu de la famille noble von Kamptz. Ses parents sont le major général prussien August Ernst von Kamptz (de) (1757-1817) et son épouse Caroline Juliane, née de l'Homme de Courbière (1776-1843). Elle est la fille cadette du maréchal général prussien Wilhelm René de l'Homme de Courbière (de).
Après le lycée, Kamptz entre comme aspirant au 4e régiment de grenadiers de la Garde en 1876 et devient en 1878 second-lieutenant, en 1887 premier-lieutenant, en 1892 capitaine. Il quitte l'armée prussienne en 1893 pour entrer dans les troupes impériales du Kamerun en tant que chef de compagnie du 2e bataillon de marine. Il est commandant des troupes impériales de défense du Kamerun en 1897. Il est élevé au grade de major en 1900. Il quitte le Kamerun en avril 1901 pour entrer au 75e régiment d'infanterie (de) dont il devient commandant de bataillon.
Il quitte l'Allemagne en 1904 pour le Sud-Ouest africain allemand à l'époque de la révolte des Héréros et il est nommé lieutenant-colonel en 1906. Il retourne en Allemagne en avril 1907. Il est débord affecté à l'état-major du 28e régiment d'infanterie qu'il quitte le 19 janvier 1909 avec le grade de colonel.
Pendant la Première Guerre mondiale, Kamptz commande la 56e brigade d'infanterie. Il est élevé au grade de Generalmajor, le 16 octobre 1918.

### Kamerun
Kamptz est au début de l'année 1894 le chef d'un détachement de fusiliers marins qui est chargé de neutraliser une rébellion au sein des troupes de police coloniale. Il mène, au début de l'année 1896, une expédition contre les Mvog-Betsi qui font partie de la tribu des Ewondos et contre les Etouns, dans le district de Jaunde, puis en mars-avril 1897 contre les Ekoïs et Ngolos dans le district de Rio del Rey. Pendant qu'il est en permission en Allemagne, Kamptz est nommé commandant. Il mène en 1898 une opération de pacification au sud de la colonie dans les territoires des Boulous et des Fangs. Il dirige la campagne d'Adamaoua en territoire musulman au nord de la colonie, à Ndoumba et Tibaati, pour soumettre le sultanat local. Il fonde le poste militaire de Joko qui donne accès aux pistes du nord.
Kamptz est à lui seul à l’origine d’environ 370 objets dits « ethnologiques », aujourd’hui conservés au Übersee-Museum de Brême, et collectés entre 1894 et 1901. Environ 50 autres pièces, issues de son expédition contre les Ngolo en 1897, sont actuellement conservées au Musée ethnologique de Berlin.

### Sud-Ouest africain

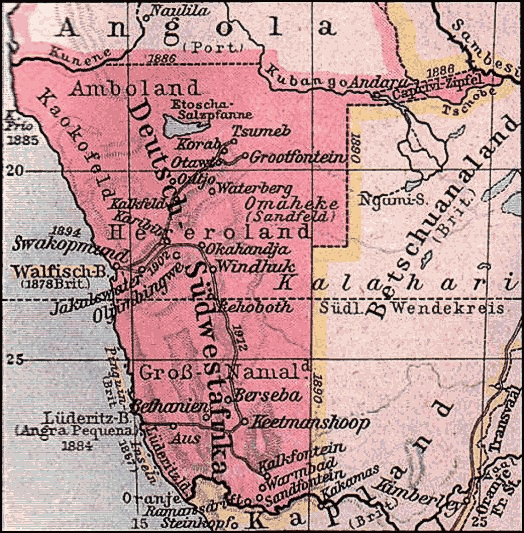
Carte du Sud-Ouest africain allemand

Oltwig von Kamptz participe entre autres à la bataille des monts Kara contre Jacob Morenga (de), dans le contexte du conflit contre les Héréros et les Namas.

### Fin de carrière
Kamptz réside à Bad Honnef après avoir démissionné de l'armée. Il demeure en Silésie après l'armistice et la chute de l'Empire allemand, dont il était un partisan fidèle.
Il a fait don de ses collections ethnographiques camerounaises au musée d'outremer (Überseemuseum) de Brême en 1902.

## Source
- (de) Cet article est partiellement ou en totalité issu de l’article de Wikipédia en allemand intitulé « Oltwig von Kamptz » (voir la liste des auteurs).